# Olivier Muytjens

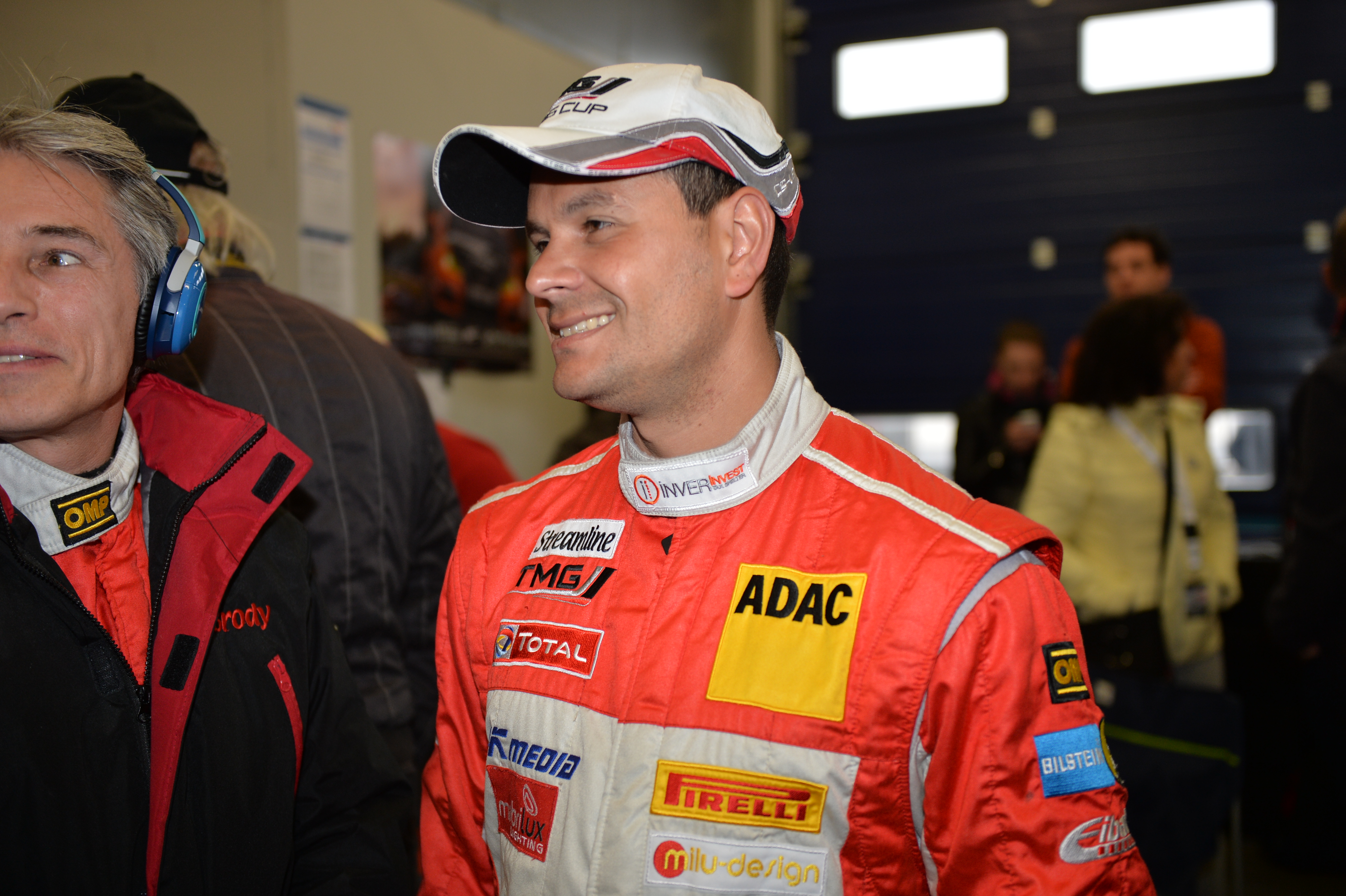
Olivier Muytjens 2015

Olivier Muytjens (* 14. April 1981 in São Paulo) ist ein belgischer Autorennfahrer.   

## Laufbahn
Der im belgischen Eynatten lebende Olivier Muytjens, begann seine Motorsportlaufbahn 1994 im Kartsport. Im Jahr 2001 wechselte er in den Formelsport. In seiner Debütsaison gewann er sechs Rennen und wurde Meister in der Benelux Formel Ford First Division. Im Jahr 2002 wechselte er in die Deutsche Formel König, trat für Kern Motorsport an und beendete die Saison auf dem 8. Platz. Im Jahr 2003 wechselte er in die Deutsche Formel-3-Meisterschaft zum Team von Franz Wöss und wurde Teamkollege von Sven Barth. Der Belgier konnte 8 Punkte erzielen und wurde nach vier Rennen ersetzt. In der Gesamtwertung belegte er den 17. Platz. Im Jahr 2003 wechselte er in den GT-Sport. In der Saison 2003 und 2004 gewann er gemeinsam mit Vincent Radermacker die Belgische Silhouette-Meisterschaft im Ford Mondeo. Im Jahr 2005 gewann Muytjens die Belgische Touren-Meisterschaft. Außerdem debütierte er im selben Jahr beim 24-Stunden-Rennen von Spa-Francorchamps in einem Porsche 996 Cup.

## Statistik

### Karrierestationen
- 2001: Benelux Formel Ford First Division, Meister
- 2001: Holländische Formel Ford First Division, Meister
- 2001: Belgische Formule Ford First Division, Meister
- 2002, 2016, 2017: Klassensieger beim 24-Stunden-Rennen Nürburgring
- 2003, 2004: Belcar Silhouette Meister
- 2005: Belcar Touren Meister
- 2007: Klasse Zweiter beim 24 Stunden Spa
- 2004, 2005, 2006, 2009: Klassensieger beim 24-Stunden-Rennen Zolder
- 2009: Sieger des 10-Stunden-Rennen Zolder
- 2009: Belgische Vizemeister im Dunlop Sport Maxx Trophy
- 2013: Klassen Zweiter beim 24-Stunden-Rennen Nürburgring
- 2016: TMG 86 Cup, Platz 3
- 2017: TMG 86 Cup, Platz 3
- 2017: VLN SP10 Klasse, Platz 3